# Mercedes-Benz Classe B (Type 245)
La Mercedes-Benz Classe B Type 245 est un monospace compact fabriqué par Mercedes-Benz entre 2005 et 2011. Elle fut restylée en 2008.
Elle est basée sur la plate-forme de la Classe A Type 169 mais avec un empattement allongé de 20 centimètres, une longueur totale augmentée de 40 centimètres mais garde les mêmes hauteur et largeur. Le volume maximum de chargement est de 2 245 litres, au lieu des 1 995 litres de la Type 169.

## Historique
- 2005 : lancement de la T245.
- 2008 : lancement de la Phase 2.
- 2011 : fin de la production de la T245.

### Phase 1
Elle a été produite de 2005 à 2008.

### Phase 2

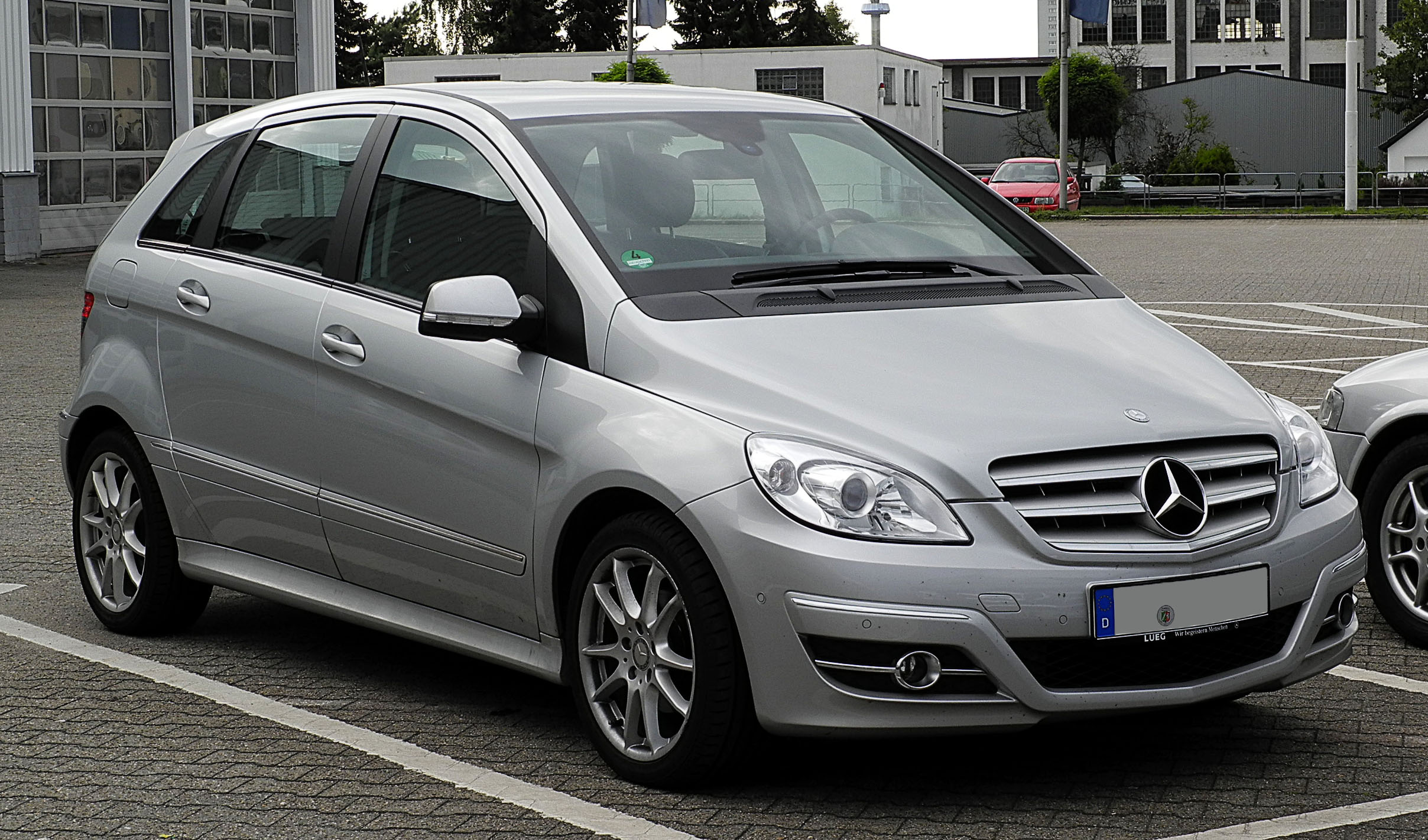
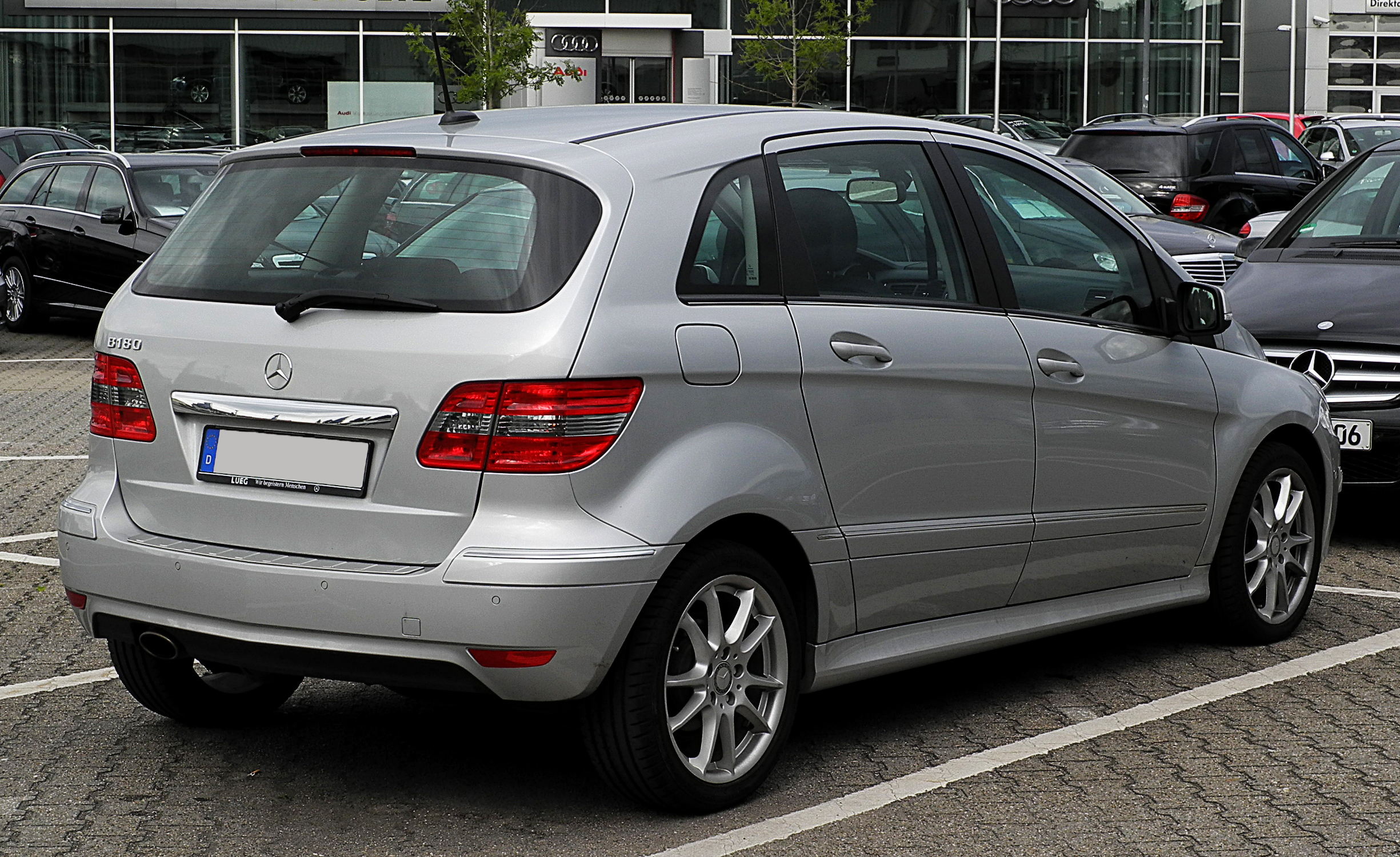

Elle a été produite de 2008 à 2011.

## Les différentes versions
|                     | 2005        | 2006    | 2007    | 2008      | 2009                 | 2010                     | 2011                     |
| Phase I             | Phase I     | Phase I | Phase I | Phase II  | Phase II             | Phase II                 |                          |
| Classe B (Type 245) | B 150       | B 150   | B 150   | B 150     | B 150                | B 160                    | B 160                    |
| Classe B (Type 245) |             |         |         |           | B 160 BlueEFFICIENCY |                          |                          |
| Classe B (Type 245) | B 170       | B 170   | B 170   | B 170     | B 170                | B 180                    | B 180                    |
| Classe B (Type 245) |             |         |         | B 170 NGT | B 170 NGT            | B 180 NGT BlueEFFICIENCY | B 180 NGT BlueEFFICIENCY |
| Classe B (Type 245) |             |         |         |           | B 180 BlueEFFICIENCY |                          |                          |
| Classe B (Type 245) | B 180 CDI   |         |         |           |                      |                          |                          |
| Classe B (Type 245) | B 200       |         |         |           |                      |                          |                          |
| Classe B (Type 245) | B 200 Turbo |         |         |           |                      |                          |                          |
| Classe B (Type 245) | B 200 CDI   |         |         |           |                      |                          |                          |
| Classe B (Type 245) | F-Cell      |         | F-Cell  | F-Cell    | F-Cell               | F-Cell                   | F-Cell                   |

Légende couleur : Essence ; Diesel ; Gaz naturel ; Électrique (pile à combustible)

### Versions spécifiques
T245 - NGT

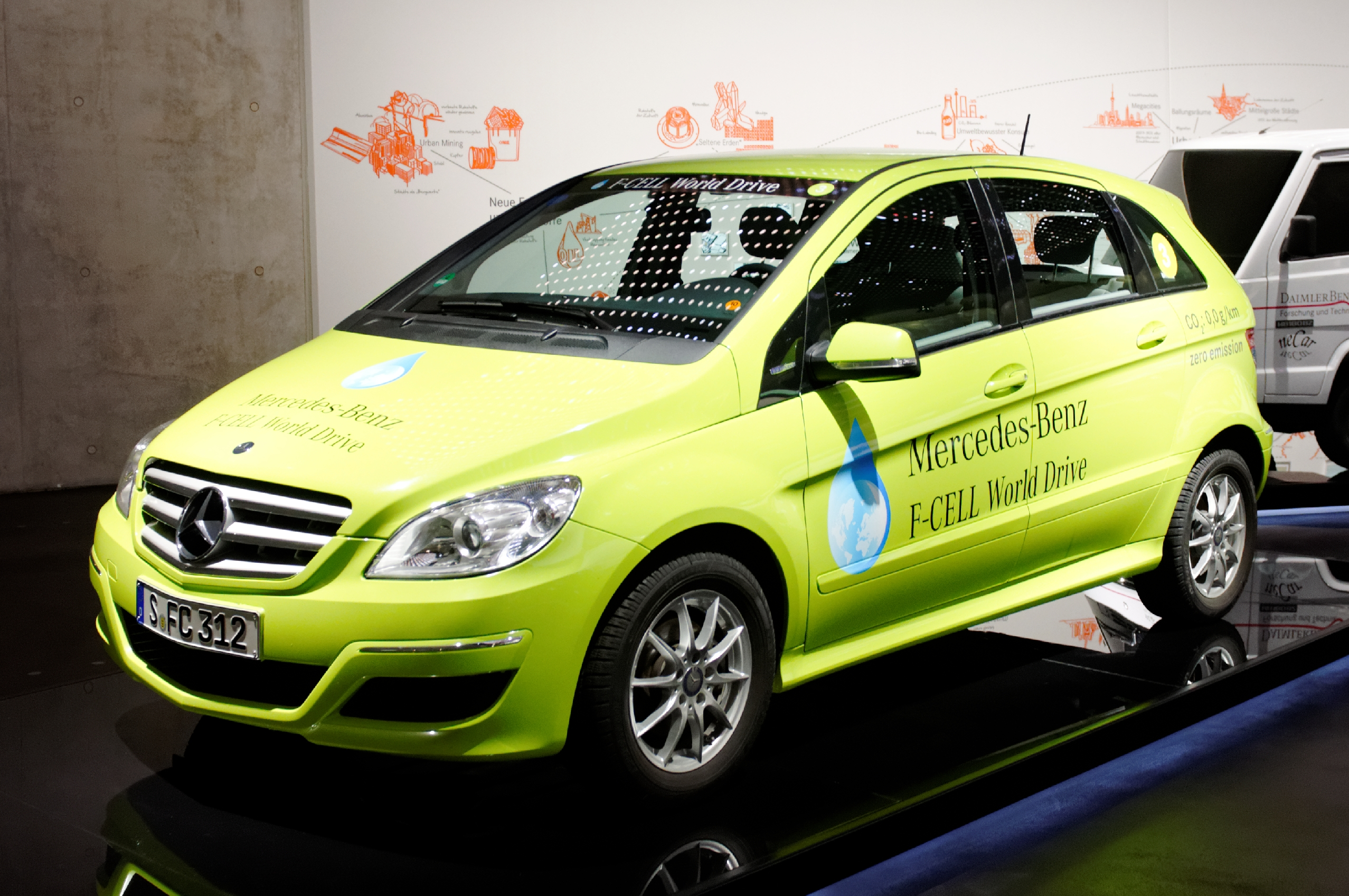
Une version F-Cell.

La version NGT est un modèle fonctionnant au gaz naturel.
T245 - F-Cell
La F-Cell est une voiture à pile à combustible à membrane d'échange de protons.

### Les séries spéciales
Special Edition ; Grand Edition ; Contact ; Moments d'exception ; Contact + ; Edition ; Optimum.

## Caractéristiques

### Motorisations

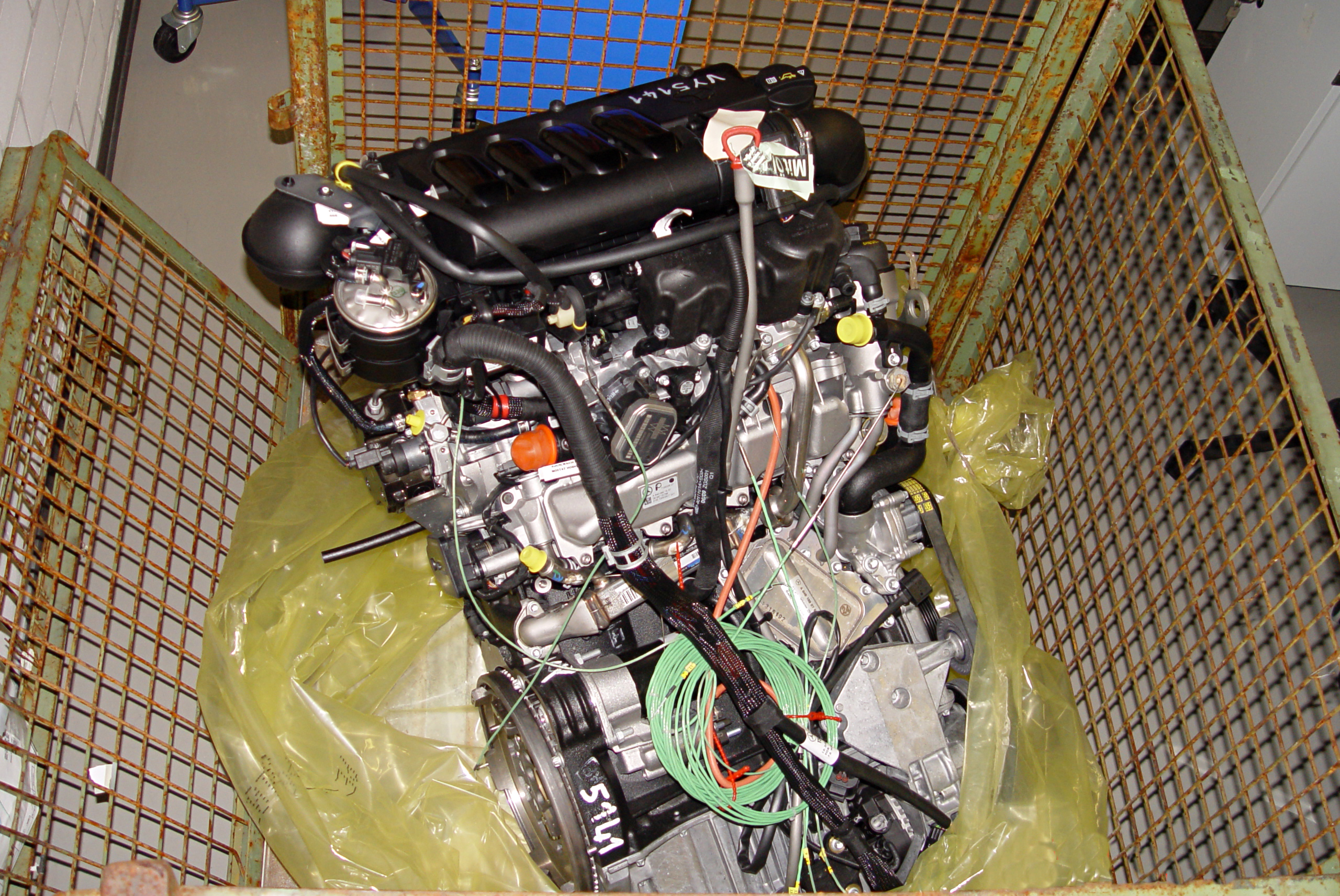
Moteur diesel OM 640.

La Type 245 a eu six motorisations différentes de quatre cylindres lors de son lancement (quatre essence et deux diesel). Elle en a eu en tout douze de disponible dont dix en essence et deux en diesel. Aucune n’est encore disponibles du fait de l’arrêt de la commercialisation.
- Du côté des moteurs essence :
  - le M 266 quatre cylindres en ligne à injection indirecte de 1,5 litre faisant 95 ch. Disponible sur les B 150 et B 160.
  - le M 266 quatre cylindres en ligne à injection indirecte de 1,7 litre faisant 116 ch. Disponible sur les B 170 et B 180.
  - le M 266 quatre cylindres en ligne à injection indirecte de 2,0 litres faisant 139 ch. Disponible sur la B 200.
  - le M 266 quatre cylindres en ligne à injection indirecte et turbocompresseur de 2,0 litres faisant 193 ch. Disponible sur la B 200 Turbo.

- Du côté des moteurs diesel :
  - le OM 640 quatre cylindres en ligne à injection directe Common Rail de 2,0 litres avec turbocompresseur faisant 109 ch. Disponible sur la B 180 CDI.
  - le OM 640 quatre cylindres en ligne à injection directe Common Rail de 2,0 litres avec turbocompresseur faisant 140 ch. Disponible sur la B 200 CDI.

Tous les moteurs sont conformes aux normes anti-pollution Euro 4 et 5.
| Modèle                                               | Construction | Moteur + Nom                       | Cylindrée         | Performance                   | Couple                     | 0 à 100 km/h | Vitesse maxi | Consommation + CO2                |
| B 150 (boite manuelle ou automatique)                | 2005 - 2009  | 4 cylindres en ligne M 266 E 15    | 1 498 cm3 (1,5 L) | 70 kW (95 ch) à 5200 tr/min   | 140 N m à 3500-4000 tr/min |              | 175 km/h     | 6,6 – 6,8 l/100 km 158 - 163 g/km |
| B 160 (boite manuelle)                               | 2009 - 2011  | 4 cylindres en ligne M 266 E 15    | 1 498 cm3 (1,5 L) | 70 kW (95 ch) à 5200 tr/min   | 140 N m à 3500-4000 tr/min |              | 168 km/h     | 6,9 – 7,1 l/100 km 166 - 171 g/km |
| B 160 BlueEFFICIENCY (boite manuelle ou automatique) | 2009 - 2011  | 4 cylindres en ligne M 266 E 15    | 1 498 cm3 (1,5 L) | 70 kW (95 ch) à 5200 tr/min   | 140 N m à 3500-4000 tr/min | 12,6 s       | 174 km/h     | 6,4 – 6,6 l/100 km 148 - 154 g/km |
| B 170 (boite manuelle)                               | 2005 – 2009  | 4 cylindres en ligne M 266 E 17    | 1 699 cm3 (1,7 L) | 85 kW (116 ch) à 5200 tr/min  | 155 N m à 3500-4000 tr/min |              | 184 km/h     | 6,8 – 7,1 l/100 km 163 - 171 g/km |
| B 180 (boite manuelle)                               | 2009 - 2011  | 4 cylindres en ligne M 266 E 17    | 1 699 cm3 (1,7 L) | 85 kW (116 ch) à 5200 tr/min  | 155 N m à 3500-4000 tr/min | 11,5 s       | 180 km/h     | 7,1 – 7,3 l/100 km 171 - 175 g/km |
| B 180 BlueEFFICIENCY (boite manuelle)                | 2009 - 2011  | 4 cylindres en ligne M 266 E 17    | 1 699 cm3 (1,7 L) | 85 kW (116 ch) à 5200 tr/min  | 155 N m à 3500-4000 tr/min |              | 184 km/h     | 6,3 – 6,6 l/100 km 146 - 153 g/km |
| B 200 (boite manuelle ou automatique)                | 2005 – 2011  | 4 cylindres en ligne M 266 E 20    | 2 034 cm3 (2,0 L) | 100 kW (136 ch) à 5200 tr/min | 185 N m à 3500-4000 tr/min | 9,9 s        | 196 km/h     | 6,7 – 7,0 l/100 km 158 - 164 g/km |
| B 200 Turbo (boite manuelle ou automatique)          | 2005 – 2010  | 4 cylindres en ligne M 266 E 20 AL | 2 034 cm3 (2,0 L) | 142 kW (193 ch) à 5200 tr/min | 280 N m à 1800-4850 tr/min | 7,5 s        | 225 km/h     | 7,9 l/100 km 184 - 188 g/km       |

| Modèle                                    | Construction | Moteur + Nom                              | Cylindrée         | Performance                   | Couple                     | 0 à 100 km/h | Vitesse maxi | Consommation + CO2           |
| B 180 CDI (boite manuelle ou automatique) | 2005 - 2011  | 4 cylindres en ligne OM 640 DE 20 LA red. | 1 991 cm3 (2,0 L) | 80 kW (109 ch) à 4200 tr/min  | 250 N m à 1600-2600 tr/min | 11,3 s       | 183 km/h     | 5,25 l/100 km 135 - 138 g/km |
| B 200 CDI (boite manuelle ou automatique) | 2005 - 2011  | 4 cylindres en ligne OM 640 DE 20 LA      | 1 991 cm3 (2,0 L) | 103 kW (140 ch) à 4200 tr/min | 300 N m à 1600-3000 tr/min | 9,6 s        | 200 km/h     | 5,25 l/100 km 136 - 139 g/km |

| Modèle                     | Construction | Moteur + Nom | Cylindrée | Performance | Couple | 0 à 100 km/h | Vitesse maxi | Consommation + CO2 |
| B 170 NGT .                |              |              |           |             |        |              |              |                    |
| B 180 NGT BlueEFFICIENCY . |              |              |           |             |        |              |              |                    |

| Modèle | Construction | Moteur + Nom & capacité batterie       | Performance                  | Couple               | 0 à 100 km/h | Vitesse maxi | Autonomie           | Puissance de charge et temps |
| F-Cell | 2010         | Synchrone à rotor bobiné ... - ... kWh | 100 kW (136 ch) à ... tr/min | 290 N m à ... tr/min | ... s        | ... km/h     | Entre ... et ... km | ... kW ... min               |

### Finitions
- Base : ABS, ESP, 4 coussins gonflables de sécurité, climatisation, rétroviseurs électriques, 4 vitres électriques, ISOFIX
- Pack Design : volant gainé de cuir, Pack Chrome (baguettes chromées dans pare-chocs, poignées de portes et baguettes de protection latérales), jantes alliage 16 pouces à 5 branches avec pneus 205/55 R16
- Pack Family : détecteur d'occupation de siège-enfant sur le siège passager avant, sièges-enfants intégrés à la banquette arrière, coussin de sécurité de type rideaux, espaces de rangement sous les sièges conducteur et passager
- Pack Luxe : garnitures intérieures cuir, siège passager avant à réglages électriques, Pack Vision,	climatiseur automatique, siège conducteur à réglages électriques, rétroviseurs extérieurs rabattables électriquement, Pack sièges confort
- Pack Technologie : changeur 6 CD compatible MP3, système de haut-parleurs avec haut-parleur central et caisson de basses, pré-équipement pour téléphone portable avec interface universelle UHI
- Pack Télématique : régulateur de vitesse et limiteur de vitesse, peinture métallisée
- Pack Sport : Pack Chrome (baguettes chromées dans pare-chocs, poignées de portes et baguettes de protection latérales), jantes alliage 17 pouces à 10 branches avec pneus 215/45 R17, pare-brise avec bandeau pare-soleil bleu, train de roulement sport